# Devin (obchtina)
Pour les articles homonymes, voir Devin.
L'obchtina de Devin (Municipalité de Dévin - en bulgare Община Девин, translittération scientifique internationale obština Devin) est située dans le sud de la Bulgarie et est l’une des 10 obštini qui constituent l’oblast de Smoljan. 

## Situation géographique

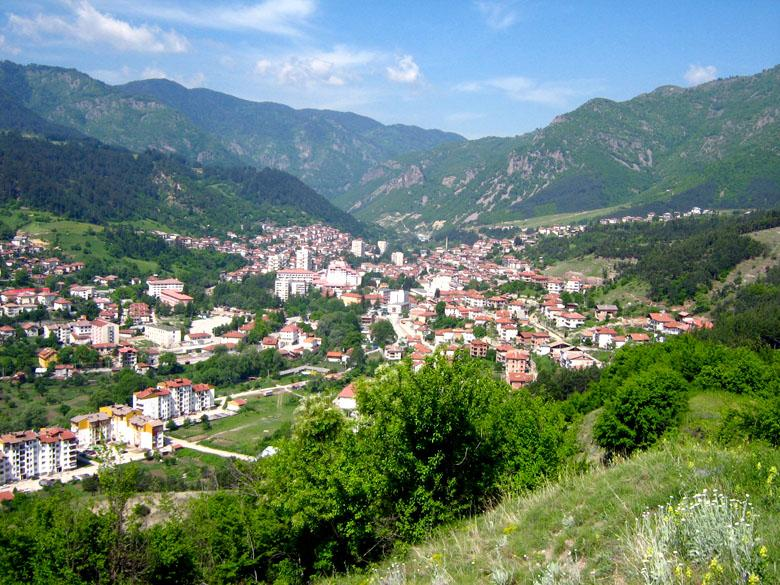
Vue paronamique de Devin.

Elle est située dans la partie sud-ouest du massif des Rhodopes, sur la rivière Văča. Elle est limitée par les municipalités de Smoljan, Borino, Batak, Kričim, Perouchtitsa, Čepelare ainsi que par la frontière grecque au sud.
La surface de la municipalité est de 575 km2 et représente 17,83 % du territoire de l’oblast de Smoljan. Elle comprend 16 localités qui regroupent une population totale de 14 700, selon les statistiques des personnes enregistrées dans la municipalité avec une adresse en 2009
Localités de l’obština de Devin :	
- Beden
- Breze
- Vodni pad
- Grohotno
- Gjovren
- Devin
- Žrebevo
- Kesten
- Ljaskovo
- Mihalkovo
- Osikovo
- Selča
- Stomanevo
- Tešel
- Trigrad
- Čurukovo

Il y a également dans la municipalité deux villages abandonnés : Petrav et Tămrăš.

## Histoire
La ville de Devin s’est appelée Diovling (en bulgare Диовлинг), et, jusqu’en 1934, Djovlen (Дьовлен).

### Préhistoire
On a trouvé dans la région des vestiges et objets archéologiques datant du Paléolithique, ce qui signifie que l’occupation humaine a commencé il y a 30 000 à 25 000 ans. Pendant le Paléolithique supérieur, le Chalcolithique et l’âge du bronze (Ve- IIe millénaire av. J.-C.), les habitants de la région vivaient en habitat ouvert ou dans des grottes. On a ainsi retrouvé des vestiges de groupes humains importants de différentes cultures dans les grottes situées près de rivières Jagodinska reka et Trigradska reka.
Dans la grande grotte située près du village de Jagodina (au sud de Devin), on a retrouvé des traces d’occupation qui a débuté au Néolithique et s’est achevée au Moyen Âge : le niveau supérieur de la grotte est situé à 1 145 m au-dessus du niveau de la mer. L’entrée de la grotte et quelques galeries servaient d’habitation.
Des céramiques biconiques réalisées sur un tour de potier à partie d'ocre ou de graphite ont fourni aux archéologues une très importantes documentation sur le mode de vie de la population des Rhodopes centrales à cette époque

### Antiquité
Depuis la fin de l’âge du bronze (XIVe siècle av. J.-C.) jusqu’à l’Antiquité tardive (IVe siècle), des tribus thraces vivaient dans la région. Les vestiges archéologiques les plus nombreux de la culture thrace visibles dans la région sont des tumuli funéraires, des villages et forteresse (à Borino, Jagodina, Trigrad, Vărbovo, Stojkite, ainsi qu’à Devin même et en d’autres endroits). Un grand nombre de sanctuaires thraces ont été découverts, dont certains datent du XIIIe siècle av. J.-C. et ont été installés sur des sommets rocheux. Des sanctuaires datant de l’époque hellénistique se trouvent à Vidinica et Stanilova. À Trigrad, on a trouvé une statue de bronze représentant Dionysos, ainsi qu’une statue représentant Hermès dans la localité de Zabral. Les anciennes voies thraces furent plus tard utilisées par les Romains. Les fouilles archéologiques ont mis au jour de nombreux objets, notamment des monnaies, qui montrent que la région entretenait des échanges commerciaux et culturels étroits avec le monde grec, en particulier la région égéenne.
Les Thraces se fondirent ensuite avec les populations slaves et protobulgares qui envahirent la région à partir du VIe siècle. Les tombes chrétiennes découvertes au centre de la ville de Devin semblent indiquer que la fusion des différentes ethnies était déjà une réalité lors de la christianisation.

### Moyen Âge et époque moderne
La conquête des Rhodopes par l’Empire ottoman commença en 1371. Sous le sultan Mehmed IV (1642-1693), les Bulgares de cette région furent islamisés de force. Le sultan, surnommé « le chasseur », appréciait la région de Devin où il organisait d’impressionnantes battues.
Le plus ancien document mentionnant le nom de la ville est une liste de l’administration ottomane datant de 1575 recensant les éleveurs.
Sur l'histoire contemporaine de Devin et sa région, cf. l'article Devin (Bulgarie).